# Емма Берглунд
Емма Берглунд (швед. Emma Sofia Berglund, нар. 19 грудня 1988) — шведська футболістка, срібна призерка Олімпійських ігор 2016 року.

## Виступи на Олімпіадах
| Олімпіада           | Дисципліна | Місце |
| ------------------- | ---------- | ----- |
| Лондон 2012         | футбол     | 7     |
| Ріо-де-Жанейро 2016 | футбол     | 2     |

## Зовнішні посилання
- Емма Берглунд — олімпійська статистика на сайті Sports-Reference.com (англ.) (архівна версія)